# Manfred Hugo
 Manfred Hugo (* 15. Januar 1942 in Bad Essen) ist ein deutscher Jurist und ehemaliger Hauptverwaltungsbeamter.
Hugo, Sohn eines Bahnbeamten, absolvierte das Gymnasium in Diepholz. Er studierte Rechts- und Staatswissenschaften an der Westfälischen Wilhelms-Universität in Münster. Er war ab 1969 als Richter und Staatsanwalt tätig, bis 2002 war er Vorsitzender  Richter am Landgericht Osnabrück. Neben seinem Beruf war er als CDU-Mitglied seit 1960 ehrenamtlich in der Kommunalpolitik seines Wohnorts Bohmte tätig und war von 1972 bis 1994 Bürgermeister der Gemeinde. 1993 wurde Hugo ehrenamtlicher Landrat des Landkreises Osnabrück. Von Juli 2002 bis zum 31. Oktober 2011 übte er das Amt hauptamtlich aus. Sein Nachfolger wurde Michael Lübbersmann. In der konstituierenden Sitzung des Kreistages am 7. November 2011 wurde Manfred Hugo offiziell verabschiedet und mit dem Ehrenring des Landkreises ausgezeichnet.
Zusammen mit dem ehemaligen deutschen Bundespräsidenten, Christian Wulff, und dem früheren Osnabrücker Oberbürgermeister Boris Pistorius war Hugo Schirmherr des Osnabrücker Projekts KidCourage-Preises. In seiner Eigenschaft als Landrat war Hugo Präsident des Landschaftsverbands Osnabrücker Land. Im Jahre 2018 wurde ihm das Bundesverdienstkreuz verliehen.
Hugo ist verheiratet und hat zwei Töchter.

## Auszeichnungen
- 2010: Verdienst- und Ehrenmedaille der Woiwodschaft Ermland-Masuren für seine Verdienste um die deutsch-polnische Partnerschaft[5]
- 2012: Verdienstorden der Republik Polen (Kavalierkreuz)[6]
- 2018: Bundesverdienstkreuz am Bande